# Changed the Way You Kiss Me
«Changed the Way You Kiss Me» —en español: Ha cambiado tu manera de besarme— es una canción del cantante británico Example incluida en su tercer álbum Playing in the Shadows. Fue lanzado como primer sencillo el 5 de junio de 2011 y estrenado en el programa radial de Zane Lowe emitido por BBC Radio 1 en el espacio 'Hottest Record In The World' el 24 de marzo de 2011. Contó con la colaboración del productor de música electrónica Michael Woods.

## Video musical
El clip fue dirigido por Adam Powell. Fue filmado en una de las discotecas Ministry Of Sound al sur de Londres.

## Lista de canciones
| Descarga digital |                                                                 |          |  |
| N.º              | Título                                                          | Duración |  |
| 1.               | «Changed the Way You Kiss Me» (Radio Edit)                      | 3:15     |  |
| 2.               | «Changed the Way You Kiss Me» (Extended Mix)                    | 5:30     |  |
| 3.               | «Changed the Way You Kiss Me» (Steve Smart & Westfunk Club Mix) | 5:35     |  |
| 4.               | «Changed the Way You Kiss Me» (Kris Menace Remix)               | 6:08     |  |
| 5.               | «Changed the Way You Kiss Me» (Mensah Remix)                    | 5:35     |  |
| 6.               | «Changed the Way You Kiss Me» (Tom Starr Remix)                 | 5:24     |  |
| 7.               | «Changed the Way You Kiss Me» (Steve Smart & Westfunk Edit)     | 3:11     |  |
| 8.               | «Changed the Way You Kiss Me» (Instrumental Edit)               | 3:15     |  |

## Posicionamiento en listas y certificaciones
| Listas (2011)                         | Mejor posición |
| ------------------------------------- | -------------- |
| Alemania (Media Control AG)           | 8              |
| Australia (ARIA)                      | 16             |
| Australia (ARIA Dance Chart)          | 4              |
| Austria (Ö3 Austria Top 40)           | 33             |
| Bélgica (Flandes) (Ultratop 50)       | 37             |
| Bélgica (Valonia) (Ultratop 50)       | 30             |
| Dinamarca (Tracklisten)               | 16             |
| Escocia (The Official Charts Company) | 1              |
| Eslovaquia (IFPI)                     | 45             |
| Estados Unidos (Hot Dance Club Songs) | 12             |
| Francia (SNEP)                        | 37             |
| Finlandia (OFC)                       | 15             |
| Hungría (Rádiós Top 40)               | 14             |
| Hungría (Dance Top 40)                | 32             |
| Irlanda (IRMA)                        | 3              |
| Nueva Zelanda (Recorded Music NZ)     | 12             |
| Polonia (Dance Top 50)                | 35             |
| Reino Unido (UK Dance Chart)          | 1              |
| Reino Unido (UK Indie Chart)          | 1              |
| Reino Unido (UK Singles Chart)        | 1              |
| Suiza (Schweizer Hitparade)           | 20             |

| País             | Certificación | Ventas |
| ---------------- | ------------- | ------ |
| Australia (ARIA) | Platino       | 70.000 |

| País        | Lista (2011)             | Posición |
| ----------- | ------------------------ | -------- |
| Australia   | Australian Singles Chart | 82       |
| Alemania    | German Singles Chart     | 81       |
| Reino Unido | UK Singles Chart         | 17       |